# Milstein-Verfahren
Das Milstein-Verfahren der stochastischen Analysis bezeichnet eine Methode für die numerische Lösung von stochastischen Differentialgleichungen (SDGL), benannt nach dem russischen Mathematiker Grigori Noichowitsch Milstein (Staatliche Gorki-Universität des Uralgebiets).

## Algorithmus
Betrachte die Itō-SDGL
{\displaystyle \mathrm {d} X_{t}=a(X_{t})\,\mathrm {d} t+b(X_{t})\,\mathrm {d} W_{t},}
mit Anfangsbedingung {\displaystyle X_{0}=x_{0}}, wobei {\displaystyle W_{t}} den Wiener-Prozess bezeichnet. Soll eine Lösung auf dem Intervall {\displaystyle [0,T]} gefunden werden, so erhält man durch das Milstein-Verfahren eine Approximation {\displaystyle Y} für die wahre Lösung {\displaystyle X} auf einem äquidistanten Gitter:
- Zerlege das Intervall {\displaystyle [0,T]} in {\displaystyle N} gleich lange Teilintervalle der Länge {\displaystyle \delta >0}:

{\displaystyle 0=\tau _{0}<\tau _{1}<\dots <\tau _{N}=T} und {\displaystyle \delta ={\tfrac {T}{N}}}.
- Setze {\displaystyle Y_{0}:=x_{0}}.

- Definiere {\displaystyle Y_{n+1}} für {\displaystyle 0\leq n<N} durch

{\displaystyle Y_{n+1}:=Y_{n}+a(Y_{n})\delta +b(Y_{n})\Delta W_{n}+{\frac {1}{2}}b(Y_{n})b'(Y_{n})\left((\Delta W_{n})^{2}-\delta \right),}
wobei
{\displaystyle \Delta W_{n}=W_{\tau _{n+1}}-W_{\tau _{n}}}
und {\displaystyle b'} die Ableitung von {\displaystyle b(x)} bezüglich {\displaystyle x} ist. Beachte, dass die Zufallsvariablen {\displaystyle \Delta W_{n}} unabhängig normalverteilt sind mit Erwartungswert 0 und Varianz {\displaystyle \delta }.

## Konvergenz
Mit den obigen Bezeichnungen gilt {\displaystyle E[|Y_{n}-X(\tau _{n})|]={\hbox{o}}(\delta )\;} für {\displaystyle \delta \to 0} und alle {\displaystyle n=0,...,N}, weshalb man von Konvergenz erster Ordnung spricht. {\displaystyle {\hbox{o}}} ist dabei ein Landau-Symbol.